# Death Cafe
Death Cafe es una iniciativa social para crear espacios en que hablar de una forma normalizadora de la muerte. Nacido como franquicia social, cualquiera que se adhiera a los principios de este movimiento puede utilizar el nombre de Death Cafe y crear en la web del Proyecto su propio evento, publicarlo y difundirlo. 
Un Death Cafe es una reunión programada, un evento sin fines de lucro, para hablar sobre la muerte desde un ángulo normalizador, con la idea de vivir una buena vida, finita, siendo conscientes de la finitud de una vida humana.  

## Origen
El sociólogo y antropólogo suizo Bernard Crettaz creó en 1989, entre otros proyectos en torno a la muerte, la exposición artística Alivio mortal y organizó su primer Cafe mortel en Neuchâtel en 2004. En 2010 publicó el libro Cafés mortels: Sortir la mort du silence
Jon Underwood, inspirado por el trabajo de Crettaz, ideó y puso en marcha esta iniciativa, posteriormente desarrollada junto con Sue Barsky Reid. Ambos organizaron el primer Death Cafe en Londres, en 2011. 

## Cómo funciona
La idea es que una docena de personas que no se conocen previamente se encuentren para tomar algo y hablar sobre la muerte durante un par de horas. 
En la guía publicada en la web hay información detallada de cómo crear un Death Cafe, organizando y coordinando la sesión entre Anfitrión, Facilitador y/o todas aquellas personas o recursos que sean necesarios para el evento; conlleva la responsabilidad de mantener el espacio seguro y positivo. Esta información que facilitan es tanto a nivel organizativo como orientadora sobre habilidades que facilitan un encuentro saludable o posibles subtemas que conversar en torno a la muerte. La propuesta es generar un espacio seguro donde la gente pueda hablar sobre la muerteusualmente organizado con bebida y comida, originariamente té y bizcocho o tarta. 
Death Cafe no es un lugar físico sino un evento 'franquiciado' organizado en un espacio seguro que se pueda poner a disposición. Puedes crear, publicar y difundir tu Death Cafe utilizando la web del proyecto.
Los lugares pueden ser casas y salas alquiladas, restaurantes y cafés, etc.

## El proyecto
Underwood declara su propósito: "ser conscientes de la muerte para aprovechar al máximo nuestras vidas [finitas]".  Algunos facilitadores han dicho: existe "una necesidad entre la gente de abrir ese armario"  en el que hemos metido la muerte, el "último tabú", para reducir el miedo y permitir a la gente vivir más plenamente. Crettaz dijo que su objetivo era romper el "secreto tiránico" que rodea el tema de la muerte y que, en estas reuniones, "la comunidad de asistentes reunidos, gracias a la conciencia de la muerte, por un momento, nace a la autenticidad". Underwood dijo que "hemos perdido el control de uno de los eventos más significativos que alguna vez tenemos que enfrentar". 
La existencia de los Death Cafe ignora el tabú de hablar sobre la muerte, particularmente entre desconocidos, y anima a las personas a expresar sus propios pensamientos y deseos en torno a la muerte y a los ritos funerarios. 
Los debates abiertos ofrecen una vía para expresar pensamientos sobre la propia vida y la propia muerte, quizá en un momento de tu vida en que alguien significativo para ti ha muerto.  Según un comentarista de Crettaz, que inspiró la idea, éste quería revivir la tradición pagana del banquete fúnebre, "donde los vivos renovaban sus vínculos mientras se deshacían de lo que pesaba en sus corazones".
Algunos Death Cafe han creado una oportunidad de diálogo sobre la muerte entre profesionales de la salud, por ejemplo en el campo específico de los Cuidados Paliativos

## Historia
En 2011 Underwood celebró el primer Death Cafe en su casa, en Londres.  Posteriormente creó el sitio web Death Cafe, desarrollando el Proyecto con la psicoterapeuta Susan Barsky Reid. El concepto se hizo internacional cuando en 2012 Lizzy Miles, entonces trabajadora de un Hospicio cerca de Columbus, Ohio, se adhirió y organizó el primer Death Cafe en Estados Unidos. Ese primer impacto de la iniciativa fuera de UK propició el impacto internacional de la misma. La idea se extiende y los Death Cafe florecen: Hong Kong,, Shanghái , toda América del Sur países europeos, como Alemania. En 2024 el Proyecto sigue vivo, activo, y puedes consultar los diferentes Death Cafe, tanto pasados como previstos, en todo el mundo: Reino Unido, Canadá, Australia, Estados Unidos, África, Nueva Zelanda, Suecia, España, etc.
Tras la muerte de John Underwood en 2017 el proyecto sigue en marcha, liderado por Sue Barsky Raid y otros colaboradores.
Ese mismo año Jack Fong publicó el estudio sociológico: The Death Café Movement: Exploring the Horizons of Mortality.